# Стрілецькі війська
Стріле́цькі війська́ — назва легкої піхоти в європейських арміях з XVIII сторіччя; зберігалася в 2-у половину XIX — 1-а половину XX ст. за традицією для деяких піхотних частин і з'єднань.